# Bảo tàng Picasso Paris
Bảo tàng Picasso (tiếng Pháp: Musée Picasso) của Paris nằm tại Quận 9, thuộc khu phố Le Marais. Đây là bảo tàng lớn nhất trong số những bảo tàng về họa sĩ Pablo Picasso.
Công trình này vốn là dinh thự Salé được xây dựng từ năm 1656. Tới năm 1985, tòa nhà này trở thành bảo tàng mở cửa cho công chúng. Không chỉ là nơi lưu trữ nhiều nhất về Picasso, bảo tàng còn trưng bày các tác phẩm của một số họa sĩ nổi tiếng khác.

## Dinh thự Salé
Dinh thự Salé được xây dựng từ năm 1656 tới năm 1659 do kiến trúc sư Jean Boullier de Bourges thiết kế. Chủ nhân của nó là Pierre Aubert de Fontenay và vợ là Marie Chastelain. Họ đã mua lại một mảnh đất rộng 3700 m² gần Hospitalières-Saint-Gervais. Pierre Aubert de Fontenay là người xứ Touraine, giàu có nhờ thuế muối. Vì vậy dinh thự mang tên Salé, có nghĩa là dinh thự muối, hay dinh thự mặn. Molière, trong hài kịch của mình, đã mỉa mai gọi đây là "ngôi nhà của giới quý tộc giàu có".
Sau chủ nhân Pierre Aubert de Fontenay, dinh thự này lần lượt lần lượt được bán lại cho nhiều người và trong số những người từng sống ở đây, có một vài nhân vật nổi tiếng. Công tước Villeroy, Thống chế François de Neufville từng sống ở đây và cho trang trí lại nội thất tòa nhà. Trong thời kỳ Cách mạng Pháp, dinh thự Salé trở thành nơi lưu trữ sách. Thời kỳ tiếp theo, tòa nhà còn trở thành trường học, và trong số các học trò ở đây có cả Honoré de Balzac. Henri Vian, bố của nhà văn Boris Vian, đã mua lại tòa nhà để ở và mở một phòng triển lãm. Tới năm 1944, chính quyền thành phố thuê lại, dành cho trường Nghệ thuật. Năm 1964, thành phố Paris mua lại dinh thự Salé, đã được xếp hạng công trình lịch sử của Pháp.

## Bảo tàng Picasso

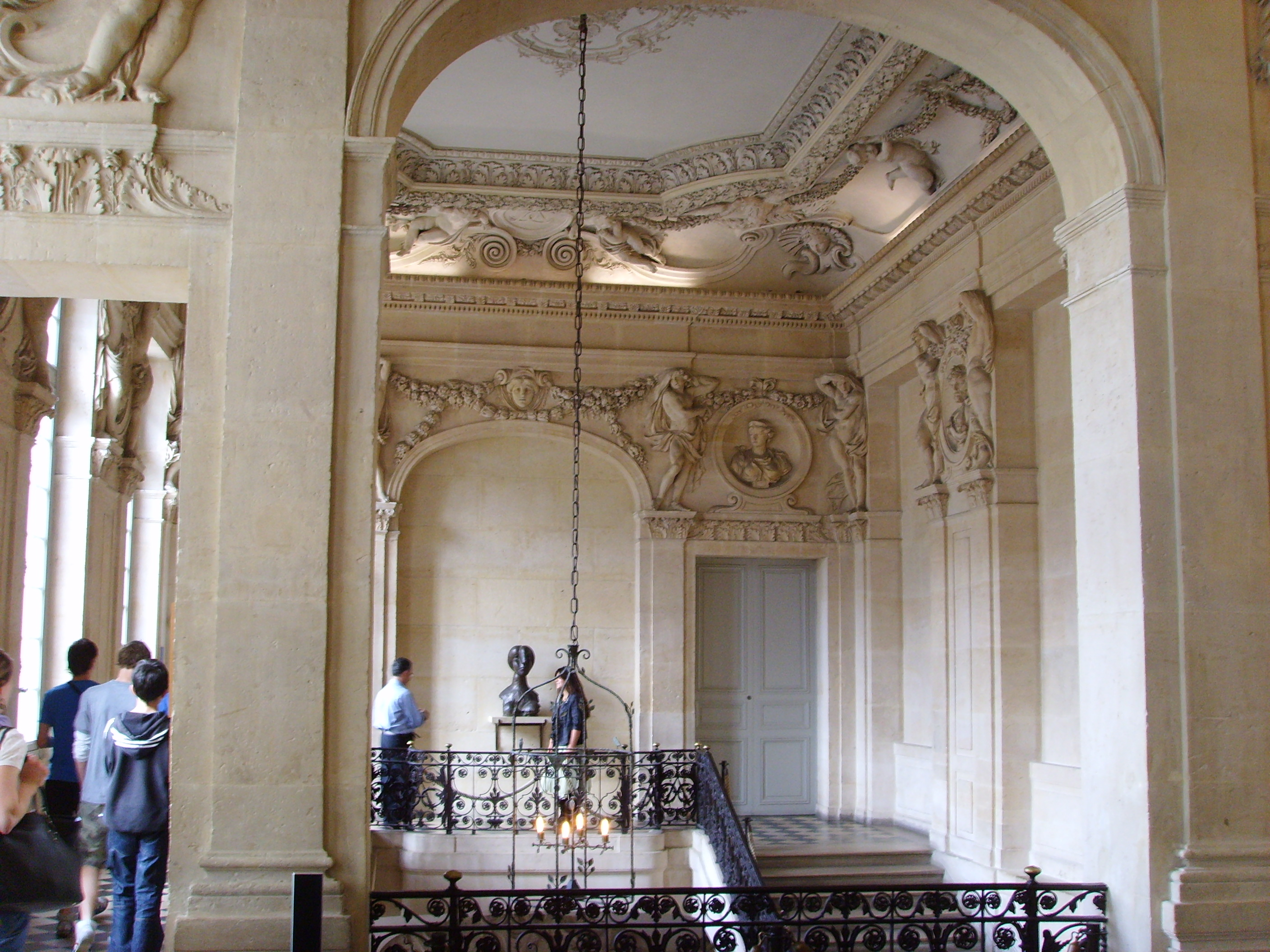
Bên trong bảo tàng

Năm 1974, dinh thự Salé được quyết định trở thành bảo tàng trưng bày cho các tác phẩm của Pablo Picasso. Tới năm 1976, một cuộc thi được tổ chức đã chỉ định kiến trúc sư Roland Simounet tu sửa lại tòa nhà. Công việc sửa chữa phải tôn trọng các giá trị lịch sử của công trình và tính toán trước các vị trí trưng bày, cất trữ. Các đồ vật trang trí, ghế, bàn... do nhà điêu khắc Diego Giacometti làm riêng cho bảo tàng. Tới năm 1985, bảo tàng Picasso mở cửa cho công chúng.
Nơi đây sở hữu bộ sưu tập lớn nhất các tác phẩm của Pablo Picasso, gồm đủ mọi thời kỳ sáng tác. Những người thừa kế của Picasso đã nhượng lại 203 bức họa, 158 tác phẩm điêu khắc, 29 bức khắc nổi, 88 tác phẩm gốm và hơn 3000 tác phẩm vẽ, khắc gỗ khác, giấy dán khác. Năm 1990, sau khi vợ của Pablo Picasso, Jacqueline Picasso mất, bảo tàng tiếp tục nhận được 47 bức họa, 2 tác phẩm điêu khắc cùng khoảng 40 bản vẽ, gốm, điều khắc.
Ngoài ra, các phòng triển lãm của bảo tàng Picasso còn trưng bày một số tác phẩm của những nghệ sĩ nổi tiếng khác do Pablo Picasso sưu tập, như Paul Cézanne, Henri Matisse, Douanier Rousseau, André Derain, Georges Braque, Joan Miro cùng nghệ thuật châu Phi.